# Cassia renigera
Cassia renigera är en ärtväxtart som beskrevs av George Bentham. Cassia renigera ingår i släktet Cassia och familjen ärtväxter. Inga underarter finns listade i Catalogue of Life.